# Montepulciano (Rebsorte)

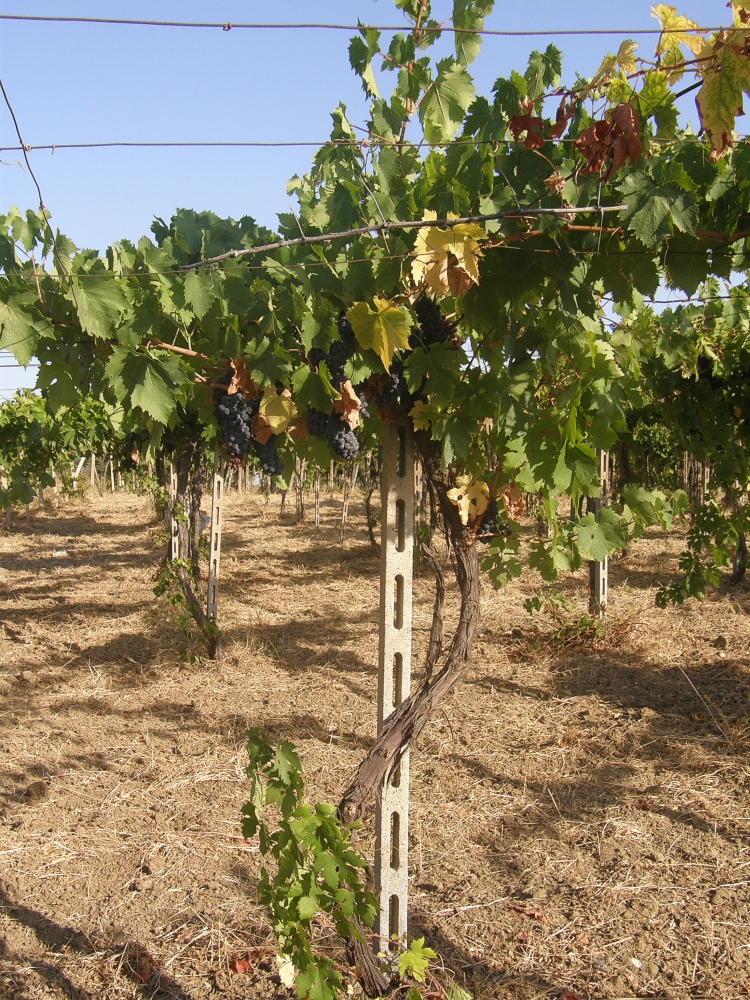
Rebstöcke

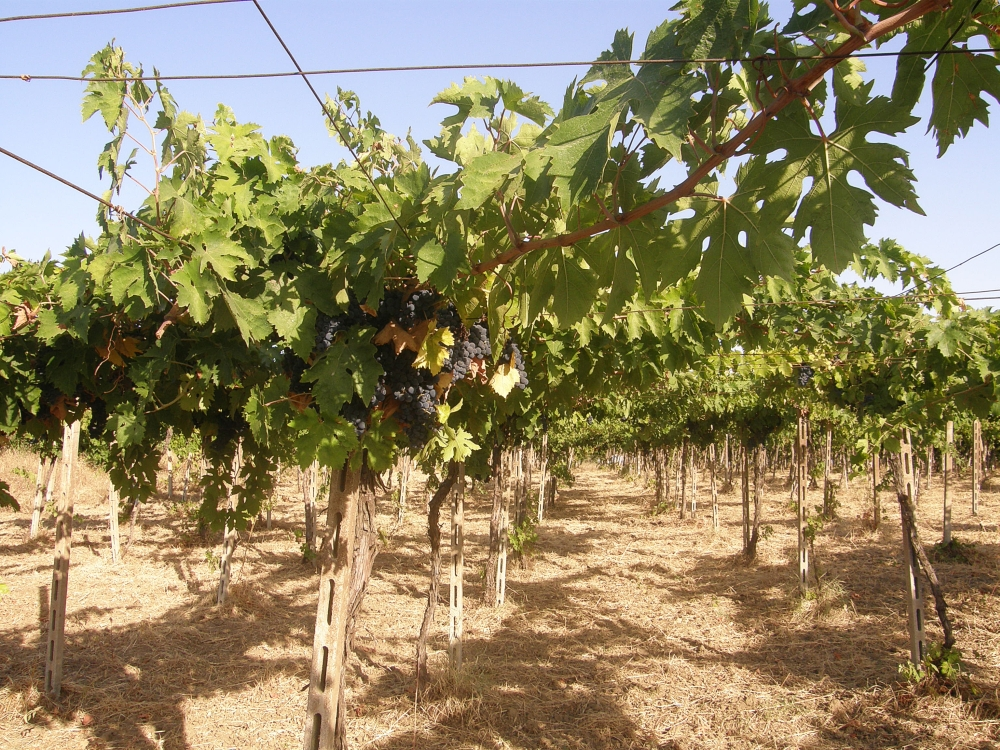
Pergolaerziehung (Drahtnetz-Pergl) in den Abruzzen

Montepulciano ist eine Rotweinsorte, die in Mittelitalien verbreitet ist und in den Abruzzen zum bekannten Montepulciano d’Abruzzo verarbeitet wird.
Sie ist eine alte Rebsorte, die nichts mit dem Vino Nobile di Montepulciano zu tun hat (der wird aus Sangiovese gekeltert). Die Namensähnlichkeit zwischen der Rebsorte Montepulciano und dem daraus erzeugten Wein Montepulciano d’Abruzzo einerseits sowie der toskanischen Stadt Montepulciano und dem dort erzeugten Vino Nobile di Montepulciano andererseits, führt oft zu Verwechslungen. In der Gegend der Stadt Montepulciano, in der Provinz Siena, wird die Rebsorte Montepulciano nicht angebaut. Der hier hergestellte berühmte Vino Nobile di Montepulciano wird hauptsächlich aus der Sangiovese-Traube, bzw. dessen Klon Prugnolo Gentile erzeugt, unter möglicher Beimischung anderer Rebsorten, die in der Provinz Siena angebaut werden.

## Herkunft, Abstammung
Die Rotweinsorte ist eine autochthone Sorte aus der Toskana in Italien. Die Sorte wurde nach der Stadt Montepulciano in der toskanischen Provinz Siena, benannt.

## Ampelographische Merkmale
- Die Triebspitze ist starkwollig behaart mit violettem Anflug.
- Das Blatt ist mittelgroß, fünflappig, dunkelgrün mit blasiger Oberseite und beborsteter Unterseite.
- Die Traube ist mittelgroß, zylindrisch und lockerbeerig. Die Beeren sind mittelgroß, oval, schwarzviolett gefärbt, bedurftet und besitzen eine dicke Beerenhaut.

Reife: Austrieb und Beerenreife spät.

## Eigenschaften
Die spät reifende und kräftig wachsende Rotweinsorte ist gut widerstandsfähig gegen Botrytis und Falschen Mehltau.

## Wein
Die Weine sind farbintensiv, samtig, vollmundig, extraktreich und besitzen wenig Säure und sind alkoholreich. Sie sind gut lagerfähig, können aber auch gut jung getrunken werden. Der tiefdunkle Rotwein wird häufig als farb- und tanninverstärkender Verschnittpartner verwendet.
Weine in Italien, die hauptsächlich aus Trauben der Rebsorte Montepulciano gekeltert werden – siehe:
- Region Abruzzen
- Region Marken
- Region Molise
- Region Apulien.

## Verbreitung
Weltweit gab es im Jahre 2016 insgesamt 32.935 ha mit der Rebsorte Montepulciano. Davon standen allein in Italien 32.724 ha.
Hauptanbaugebiete in Italien sind die Regionen Abruzzen, wo der gleichnamige Wein Montepulciano d’Abruzzo, der zu mindestens 85 % aus dieser Rebsorte bestehen muss, hergestellt wird sowie Marken, Umbrien und Apulien. Montepulciano ist, neben dem Sangiovese, die wichtigste Rebsorte Mittelitaliens. Allein in den Abruzzen wird sie auf 55,4 % der gesamten Weinbaufläche kultiviert.
Die Sorte ist in den Regionen Abruzzen, Apulien, Basilikata, Emilia-Romagna, Marken, Molise, Toskana und Umbrien verbreitet. Sie ist dort in zahlreichen DOC/DOCG-Weinen zugelassen, das sind u. a. Alezio, Cacc’e mmitte di Lucera, Cerasuolo d’Abruzzo, Colli di Rimini, Conero, Copertino, Esino, Grottino di Roccanova, I Terreni di Sanseverino, Lizzano, Montepulciano d’Abruzzo, Montepulciano d’Abruzzo Colline Teramane, Orta Nova, Ortona, Pentro di Isernia, Rosso Cònero, Rosso di Cerignola, Rosso Piceno, Terre Tollesi und Villamagna.
Kleinere Anbaugebiete gab es 2016 in Argentinien (82 ha), Australien (60 ha) und den USA (58 ha).

## Synonyme
27 Synonyme sind bekannt: Africano, Angolano, Cordiscio, Cordisco, Cordisio, Monte Pulciano, Montepulciano Cordesco, Montepulciano Cordisco, Montepulciano d’Abruzzo, Montepulciano di Torre de Passeri, Montepulciano Primatico, Montepulciano Spargolo, Montepuliciano, Montepuliciano Crni, Morellone, Premutico, Primaticcio, Primitivo, Primutico, Pugnitello, S. Giovese, Sangiovese Cardisco, Sangiovese Cordisco, Sangiovetto, Torre dei Passeri, Uva Abruzzese, Uva Abruzzi.